# 發現式學習
發現式學習（Discovery learning），一種建構式教學法。它的教學理論基礎來自於讓·皮亞傑、杰罗姆·布鲁纳、西摩爾·派普特的研究。
它強調促發學生主動解決問題的能力與興趣。希望讓學生將他已學到的基礎能力，擴展到解決未知的題目。

## 外部連結
- 德州大學奧斯丁分校發現式學習課程 （页面存档备份，存于）